# Municipio de Elba (Illinois)
El municipio de Elba (en inglés: Elba Township) es un municipio ubicado en el condado de Knox en el estado estadounidense de Illinois. En el año 2010 tenía una población de 291 habitantes y una densidad poblacional de 3,09 personas por km².

## Geografía
El municipio de Elba se encuentra ubicado en las coordenadas 40°50′19″N 90°2′2″O / 40.83861, -90.03389. Según la Oficina del Censo de los Estados Unidos, el municipio tiene una superficie total de 94.23 km², de la cual 94,22 km² corresponden a tierra firme y (0,01 %) 0,01 km² es agua.

## Demografía
Según el censo de 2010, había 291 personas residiendo en el municipio de Elba. La densidad de población era de 3,09 hab./km². De los 291 habitantes, el municipio de Elba estaba compuesto por el 98,63 % blancos, el 0,34 % eran afroamericanos, el 0,34 % eran asiáticos y el 0,69 % eran de una mezcla de razas. Del total de la población el 0,69 % eran hispanos o latinos de cualquier raza.